# Amazon.com
Amazon.com, Inc. (NASDAQ: AMZN

) (også kaldet Amazon) er en amerikansk internethandelsvirksomhed med hovedsæde i Seattle.
I Danmark er Amazon ifølge en undersøgelse fra FDIH, den netbutik, som næstoftest benyttes af personer i Danmark. 1,9 % af alle internethandler i Danmark foretages gennem Amazon.
Selskabet bag blev stiftet af Jeff Bezos 5. juli 1995, men selve Amazon.com startede først året efter. Oprindeligt som en internet-boghandel, men sælger i dag en lang række forskellige produkter såsom dvd'er, cd'er, software, tøj, møbler og meget andet.
Amazon.com blev børsnoteret (engelsk initial public offering) 15. maj 1997.
Primo 2018 havde Amazon.com over 500.000 ansatte i hele verden og var den 8. største arbejdsgiver - offentlig og privat - med base i USA mht. ansatte over hele verden.
I takt med stigende salg har man udvidet forretningen ved at oprette selvstændige hjemmesider i flere lande udenfor USA.
De sælger nu også e-bogssystemer i form af Kindle.
I 2019 kom selskabet på listen Dirty Dozen over USAs farligste arbejdspladser.